# دائرة ليمبي
دائرة ليمبي هي إحدى الدوائر السبع في الإدارة الشمالية في هايتي، يبلغ عدد سكانها 84,951 في إحصائيات أغسطس 2003، تتبعها ثلاثة بلديات، ورمزها البريدي يبدأ بالرقم 16.